# Óscar Tabárez
Óscar Washington Tabárez Silva (Montevidéu, 3 de março de 1947) é um treinador e ex-futebolista uruguaio que atuava como zagueiro. Atualmente está sem clube, após comandar a Seleção Uruguaia durante quinze anos, de 2006 a 2021.

## Carreira como treinador
No dia 23 de março de 2017, chegou a 173 partidas comandando a Seleção Uruguaia, sendo o treinador que mais comandou uma seleção nacional em toda a história.
Já no dia 6 de julho de 2018, acabou sendo eliminado nas quartas de final da Copa do Mundo de 2018 para a França, após derrota por 2 a 0. Nesse jogo, Tabárez chegou a 20 partidas comandando o Uruguai em Copas, atrás apenas do alemão Helmut Schön, que comandou a Alemanha em 25 partidas. Também se tornou o segundo treinador mais velho a dirigir uma seleção em Copas, com 71 anos de idade, ficando atrás apenas do alemão Otto Rehhagel, que comandou a Grécia na Copa do Mundo de 2010, por apenas sete meses de diferença.
No dia 21 de setembro de 2018, renovou seu contrato por mais quatro anos, até a Copa do Mundo de 2022, no Catar.
Em novembro de 2021, após quinze anos no comando da equipe, Tabárez foi demitido pela Associação Uruguaia de Futebol, devido a maus resultados nas partidas das Eliminatórias da Copa do Mundo de 2022.

## Estatísticas como treinador
Atualizadas até 19 de novembro de 2021.
| Equipe               | Entrada | Saída | Estatísticas | Estatísticas | Estatísticas | Estatísticas | Estatísticas |
| Equipe               | Entrada | Saída | J            | V            | E            | D            | Aprov.       |
| -------------------- | ------- | ----- | ------------ | ------------ | ------------ | ------------ | ------------ |
| Bella Vista          | 1980    | 1983  | ?            | ?            | ?            | ?            | ?            |
| Danubio              | 1984    | 1984  | ?            | ?            | ?            | ?            | ?            |
| Montevideo Wanderers | 1985    | 1986  | ?            | ?            | ?            | ?            | ?            |
| Peñarol              | 1987    | 1987  | 38           | 16           | 10           | 12           | 50.88%       |
| Uruguai Sub-20       | 1983    | 1987  | 7            | 4            | 1            | 2            | 61.9%        |
| Deportivo Cali       | 1988    | 1988  | ?            | ?            | ?            | ?            | ?            |
| Boca Juniors         | 1991    | 1993  | 116          | 55           | 39           | 22           | 58.62%       |
| Cagliari             | 1994    | 1995  | 42           | 14           | 12           | 16           | 42.86%       |
| Milan                | 1996    | 1996  | 23           | 8            | 7            | 8            | 44.93%       |
| Real Oviedo          | 1997    | 1998  | 38           | 9            | 13           | 16           | 35.09%       |
| Uruguai Sub-23       | 2012    | 2012  | 6            | 3            | 1            | 2            | 55.56%       |
| Uruguai              | 2006    | 2021  | 206          | 109          | 57           | 60           | 62.14%       |

## Vida pessoal
Tabárez sofre da Síndrome de Guillain-Barré, por isso tem seus movimentos limitados, andando com ajuda de uma bengala.

## Títulos

### Como treinador
Uruguai
- China Cup: 2018
- Copa Kirin: 2013 e 2014
- Copa América: 2011

Boca Juniors
- Copa Master da Supercopa: 1992
- Campeonato Argentino: 1992 (Apertura)

Peñarol
- Copa Libertadores da América: 1987

Seleção Uruguaia Sub-20
- Jogos Pan-Americanos: 1983

### Campanhas de destaque
Uruguai
- 4° lugar na Copa do Mundo FIFA: 2010